# Charles Hope-Weir
Charles Hope-Weir (ou Hope-Vere) (8 mai 1710 - 30 décembre 1791) est un homme politique écossais.

## Biographie
Charles Hope est le deuxième fils de Charles Hope (1er comte de Hopetoun) et de Henrietta Johnstone, fille de William Johnstone (1er marquis d'Annandale). En 1730, il hérite du domaine Craigiehall, dans la paroisse de Dalmeny, West Lothian, de son oncle, le 2e marquis d'Annandale. Il adopte le nom Hope-Weir et les armoiries de la famille Weir lors de son mariage en 1733 avec Catherine Weir, fille et héritière des baronnets Weir de Blackwood, dans le Lanarkshire. Le nom de famille est ensuite changé en Hope-Vere.
Le 13 mai 1743, il est élu député du Linlithgowshire, poste qu'il occupe jusqu'en 1769, date à laquelle il démissionne de ses fonctions. Il est nommé gouverneur de Château de Blackness en 1744. Il occupe ensuite les postes de commissaire général des Musters en Écosse et de garde forestier d'Selkirkshire.
En 1754, avec les encouragements de son oncle, le marquis d'Annandale, et de son frère, le comte de Hopetoun, Hope-Weir part pour un Grand Tour en Italie. Son fils William était déjà en Italie avec son tuteur. À la suggestion de son frère, Hope-Weir emmène avec lui le jeune architecte Robert Adam, qui a conseillé Lord Hope pour la décoration de la Hopetoun House . Ils se sont rencontrés à Bruxelles en novembre 1754 et traversent ensemble la France et l’Italie, empruntant ainsi le parcours typique du grand tour, à Lyon, Marseille, Nice et Gênes . Ils rencontrent William à Pise et arrivent à Rome en février 1755. Bien qu'ils soient restés civils à chaque rencontre, Adam a écrit dans une lettre que Hope était "une pauvre, vaine, affectée, enfantine personne".
Après Pâques, Hope-Weir se rend à Naples, emmenant avec lui le peintre et marchand d'art écossais mineur Colin Morison (1732-1810) à la place d'Adam. À la fin de 1755, il rentre chez lui avec son fils. Il passe par Francfort en raison de la situation politique en France et arrive en Grande-Bretagne en mai 1756.
À son retour, il entreprend d’améliorer son domaine à Craigiehall, en construisant une grotte, un pont et un temple, tous conçus par les frères Adam (James Adam, John Adam et Robert Adam). Le pont est gravé des initiales de Hope-Weir et de la date de 1757, ainsi que d'une citation de Horace, UTILI DULCI, "l'utile avec la douceur". La maison de bains est maintenant en ruine et le temple situé au sommet de Lennie Hill a été tronqué dans les années 1970 en raison de sa proximité avec l'aéroport d'Édimbourg.

## Mariages et descendants
Il se marie trois fois: 
- Tout d'abord, le 26 juillet 1733, avec Catherine Weir (décédée en 1743), fille de William Weir, deuxième baronnet de Blackwood, dont il a trois enfants survivants[1] :
  - William Hope-Weir (1736-1811), député et père de James Joseph Hope-Vere (en), député
  - Henrietta Hope
  - John Hope (écrivain) (en) (1739-1785), travaille pour Hope & Co., père de Charles Hope (Lord Granton), du général John Hope (général) (en) et vice-amiral William Johnstone Hope
- Le 20 mars 1745, il épouse ensuite Anne Vane (1726-1776), fille de Henry Vane (1er comte de Darlington). Ils divorcent par une loi du Parlement en 1757. Ils ont deux fils:  
  - Charles Hope (décédé en 1808), père de l'amiral Henry Hope (amiral) (en)
  - Henry Hope (décédé en 1789), sous-gouverneur général du Canada
- En troisièmes noces, en 1766, il épouse Helen Dunbar (décédée en 1794), fille de George Dunbar, dont il a quatre enfants:  
  - George Johnstone Hope (1767-1818), amiral
  - Helen Charlotte Hope (d.pre-1812), première épouse de John Knight (1765-1850) (en) de Lea Castle, Wolverley, et de Simonsbath House, Exmoor, Somerset, une pionnière de l'agriculture qui a commencé à remettre en état la lande stérile de l'ancien forêt royale d'Exmoor.
  - Margaret Hope
  - Elizabeth Vere Hope (décédée en 1801), mariée à John Hope (4e comte de Hopetoun)